# Греко-римская борьба на летних Олимпийских играх 1976 — до 90 кг
Соревнования по классической борьбе в категории до 90 кг были частью программы летних Олимпийских игр 1976 года в Монреале.

## Медалисты
- Валерий Резанцев (URS)
- Стоян Иванов (BUL)
- Чеслав Квециньский (POL)

## Определение победителей
Определение победителей происходило по системе штрафных очков. Борец, набравший 6 и более штрафных очков, выбывал из соревнований. Когда оставалось два или три участника для определения распределения медалей между ними проводился специальный финальный тур.

### Штрафные очки
- 0 — чистая победа, снятие соперника за пассивность или из-за травмы;
- 0.5 — победа за явным преимуществом;
- 1 — победа по очкам;
- 2 — ничья;
- 2.5 — ничья, пассивность;
- 3 — поражение по очкам;
- 3.5 — поражение за явным преимуществом соперника;
- 4 — чистое поражение, снятие за пассивность или из-за травмы.

## Легенда
- DNA — участник не явился;
- TPP — общее количество штрафных очков;
- MPP — количество штрафных очков за схватку;
- TF — чистая победа;
- IN — соперник снят из-за травмы;
- DQ — дисквалификация за пассивность;
- D1 — дисквалификация за пассивность, победитель также был пассивен;
- D2 — дисквалификация за пассивность обоих соперников.

## Ход соревнований

### Круг 1
| TPP | MPP |                          | Счёт      |                        | MPP | TPP |
| --- | --- | ------------------------ | --------- | ---------------------- | --- | --- |
| 0   | 0   | Садао Сато (JPN)         | TF / 2:00 | Фред Теобальд (FRG)    | 4   | 4   |
| 4   | 4   | Мишель Гранье (FRA)      | DQ / 7:54 | Валерий Резанцев (URS) | 0   | 0   |
| 3   | 3   | Петре Дику (ROU)         | 2 — 7     | Иштван Селлей (HUN)    | 1   | 1   |
| 3   | 3   | Дарко Нишавич (YUG)      | 3 — 10    | Стоян Иванов (BUL)     | 1   | 1   |
| 0   | 0   | Джеймс Джонсон (USA)     | TF / 1:20 | Амброиз Сарр (SEN)     | 4   | 4   |
| 0   | 0   | Франк Андерссон (SWE)    | 25 — 9    | Хашем Колахи (IRI)     | 4   | 4   |
| 0   |     | Чеслав Квециньский (POL) |           | Bye                    |     |     |

### Круг 2
| TPP | MPP |                          | Счёт      |                       | MPP | TPP |
| --- | --- | ------------------------ | --------- | --------------------- | --- | --- |
| 0   | 0   | Чеслав Квециньский (POL) | TF / 2:00 | Садао Сато (JPN)      | 4   | 4   |
| 5   | 1   | Фред Теобальд (FRG)      | 11 — 4    | Мишель Гранье (FRA)   | 3   | 7   |
| 0   | 0   | Валерий Резанцев (URS)   | TF / 2:51 | Петре Дику (ROU)      | 4   | 7   |
| 4   | 3   | Иштван Селлей (HUN)      | 2 — 4     | Дарко Нишавич (YUG)   | 1   | 4   |
| 1   | 0   | Стоян Иванов (BUL)       | TF / 8:02 | Джеймс Джонсон (USA)  | 4   | 4   |
| 8   | 4   | Амброиз Сарр (SEN)       | TF / 1:32 | Франк Андерссон (SWE) | 0   | 0   |
| 4   |     | Хашем Колахи (IRI)       |           | Bye                   |     |     |

### Круг 3
| TPP | MPP |                     | Счёт      |                          | MPP | TPP |
| --- | --- | ------------------- | --------- | ------------------------ | --- | --- |
| 8   | 4   | Хашем Колахи (IRI)  | TF / 0:12 | Чеслав Квециньский (POL) | 0   | 0   |
| 8   | 4   | Садао Сато (JPN)    | TF / 3:55 | Валерий Резанцев (URS)   | 0   | 0   |
| 9   | 4   | Фред Теобальд (FRG) | DQ / 5:06 | Иштван Селлей (HUN)      | 0   | 4   |
| 4   | 0   | Дарко Нишавич (YUG) | DQ / 7:28 | Джеймс Джонсон (USA)     | 4   | 8   |
| 2   | 1   | Стоян Иванов (BUL)  | 10 — 4    | Франк Андерссон (SWE)    | 3   | 3   |

### Круг 4
| TPP | MPP |                          | Счёт      |                        | MPP | TPP |
| --- | --- | ------------------------ | --------- | ---------------------- | --- | --- |
| 3   | 3   | Чеслав Квециньский (POL) | 3 — 9     | Валерий Резанцев (URS) | 1   | 1   |
| 8   | 4   | Иштван Селлей (HUN)      | DQ / 4:55 | Стоян Иванов (BUL)     | 0   | 2   |
| 5   | 1   | Дарко Нишавич (YUG)      | 3 — 2     | Франк Андерссон (SWE)  | 3   | 6   |

### Круг 5
| TPP | MPP |                          | Счёт      |                     | MPP | TPP |
| --- | --- | ------------------------ | --------- | ------------------- | --- | --- |
| 3   | 0   | Чеслав Квециньский (POL) | DQ / 8:00 | Дарко Нишавич (YUG) | 4   | 9   |
| 2   | 1   | Валерий Резанцев (URS)   | 6 — 6     | Стоян Иванов (BUL)  | 3   | 5   |

### Финал
Результаты предварительных схваток учитывались в финале (показаны жёлтым).
| TPP | MPP |                          | Счёт      |                          | MPP | TPP |
| --- | --- | ------------------------ | --------- | ------------------------ | --- | --- |
|     | 3   | Чеслав Квециньский (POL) | 3 — 9     | Валерий Резанцев (URS)   | 1   |     |
| 2   | 1   | Валерий Резанцев (URS)   | 6 — 6     | Стоян Иванов (BUL)       | 3   |     |
| 5   | 2   | Стоян Иванов (BUL)       | D1 / 6:46 | Чеслав Квециньский (POL) | 4   | 7   |

## Распределение мест
1. Валерий Резанцев (URS)
2. Стоян Иванов (BUL)
3. Чеслав Квециньский (POL)
4. Дарко Нишавич[англ.] (YUG)
5. Франк Андерссон (SWE)
6. Иштван Селлей (HUN)
7. Садао Сато[англ.] (JPN) и  Джеймс Джонсон (USA)